# Siuanhanozaur
Siuanhanozaur (Xuanhanosaurus) – rodzaj teropoda z grupy tetanurów. Jego dokładna pozycja filogenetyczna jest niepewna. Rauhut (2003) uznał go za tetanura nienależącego do celurozaurów, nie był jednak w stanie stwierdzić, czy był on bazalnym tetanurem nienależącym do kladu Avetheropoda, czy może bazalnym przedstawicielem karnozaurów (do których Rauhut zaliczał nadrodziny Allosauroidea i Spinosauroidea). Według analizy kladystycznej Holtza i współpracowników (2004) Xuanhanosaurus był taksonem siostrzanym do kladu tworzonego przez Avetheropoda i Spinosauroidea, natomiast według analizy Bensona (2010) był on bazalnym przedstawicielem nadrodziny Megalosauroidea (synonim Spinosauroidea) nienależącym do rodziny Megalosauridae ani do Spinosauridae i mógł być blisko spokrewniony z rodzajami Piatnitzkysaurus, Condorraptor i Marshosaurus.
Żył w okresie jury (ok. 167–161 mln lat temu) na terenach dzisiejszej Azji. Jego szczątki znaleziono w Chinach (w prowincji Syczuan), w skałach formacji Shaximiao. Osiągał około 6 m długości. Miał stosunkowo silne przednie kończyny.